# 毛玉 (弘治進士)
毛玉（1464年—1524年），字國珍，後更字用成，雲南都指揮使司雲南右衞（今雲南省昆明市）人，明朝政治人物。

## 生平
弘治二年（1489年）雲南鄉試中舉，弘治十八年（1505年）乙丑科会试第二十八名，三甲一百一名進士。正德五年，由行人擢南京吏科給事中，升南京兵科給事中。母喪丁憂去官。除服，授吏科給事中。
明世宗繼位，毛玉接連上疏，勸皇帝遠離奸臣，得到嘉獎。大禮議事件中，參與左順門哭諫，授杖刑，傷重身死。后贈光祿寺少卿。

## 家族
原为良乡人。曾祖毛義。祖父毛瑀；祖母曾氏。父毛倞（1430年-1513年），字士能，號石庵。母谷氏，继母袁氏。具庆下。兄毛鑑。弟毛鎧、毛錡、毛鉉。

## 延伸阅读
[在维基数据编辑]
 《明史卷一百九十二》，出自《明史》